# Kōsaku Yosida

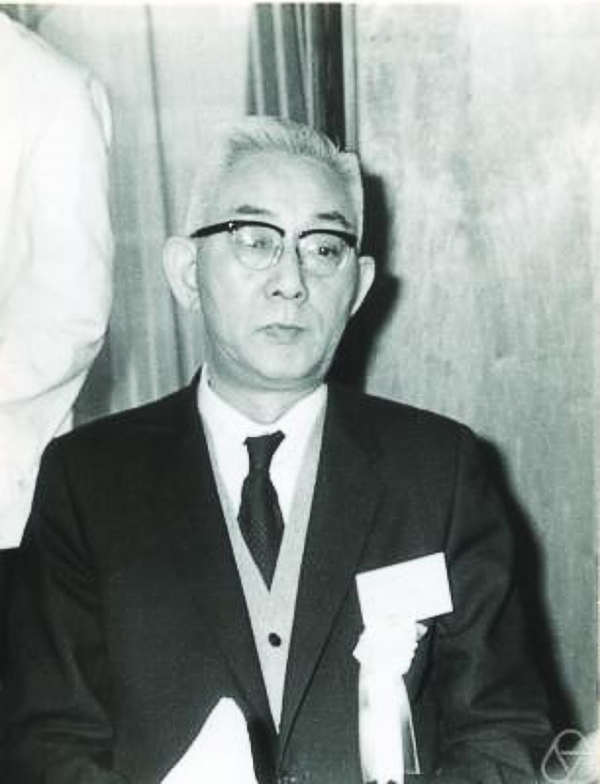
Kōsaku Yosida (1969)

Kōsaku Yosida (jap. 吉田 耕作, Yoshida Kōsaku; * 7. Februar 1909 in der Präfektur Hiroshima, Japan; † 20. Juni 1990) war ein japanischer Mathematiker, der durch seine Arbeiten in der Funktionalanalysis bekannt geworden ist.

## Leben
Yosida studierte an der Universität Tokio und war dann an den Universitäten von Osaka und Nagoya, bevor er 1955 Professor an der Universität Tokio wurde. Ab 1969 war er Professor an der Universität Kyōto und Direktor des Research Institute for Mathematical Sciences. Von 1972 bis 1979 war er Professor an der Gakushūin-Universität.
Yosida war Präsident der Japanischen Mathematischen Gesellschaft, Mitglied des Science Council of Japan und Mitglied des Exekutivkomitees der Internationalen Mathematischen Union. 1971 wurde er Mitglied der Japanischen Akademie der Wissenschaften und 1977 Mitglied der American Academy of Arts and Sciences. 1982 wurde er als auswärtiges Mitglied in die Akademie der Wissenschaften der UdSSR aufgenommen.
Eine seiner wichtigsten Arbeiten leistete er in der Theorie der stark stetigen Halbgruppen mit dem Satz von Hille-Yosida: Yosida konnte 1948 mit Hilfe der so genannten Yosida-Approximation eine Charakterisierung der kontraktiven stark stetigen Halbgruppen zeigen. Dies konnte später auf allgemeine stark stetige Halbgruppen erweitert werden. Sein Lehrbuch der Funktionalanalysis von 1965 fand weite Verbreitung.
1933 gab er einen neuen Beweis des Satzes von Malmquist zur Charakterisierung der Riccatischen Differentialgleichung im Komplexen mit Hilfe der Wertverteilungstheorie von Nevanlinna und verallgemeinerte den Satz dabei.
1954 hielt er einen Plenarvortrag auf dem Internationalen Mathematikerkongress in Amsterdam (Semigroup theory and the integration problem of diffusion equations).

## Schriften
- Kōsaku Yosida: Functional Analysis. Classics in Mathematics. 6. Auflage. Springer-Verlag, Berlin 1995, ISBN 3-540-58654-7.
- Kōsaku Yosida: Collected papers. Springer-Verlag, Tokyo 1992, ISBN 4-431-70111-7.
- Kōsaku Yosida: Lectures on differential and integral equations. Dover Publications, Inc., New York 1991, ISBN 0-486-66679-4.